# مدرسة ليمان الكاثوليكية الثانوية
مدرسة ليمان الكاثوليكية الثانوية هي مدرسة ثانوية رومانية كاثوليكية مختلطة تملكها وتديرها أبرشية سينسيناتي وتقع في سيدني، أوهايو . يعود تاريخ المدرسة إلى عام 1889 كمدرسة هولي آنجلز الثانوية، وقد تم تسمية المدرسة الحالية على اسم القس الأيمن المونسنيور إدوارد سي ليمان خلال عام 1970 لتوحيد الملائكة المقدسة ومدارس بيكوا الكاثوليكية الثانوية. خدمت راهبات الأعمال الخيرية في سينسيناتي المدرسة منذ عام 1889. اعتبارًا من 2017، مدير المدرسة هو دينيس ستوفر.